# 前进号

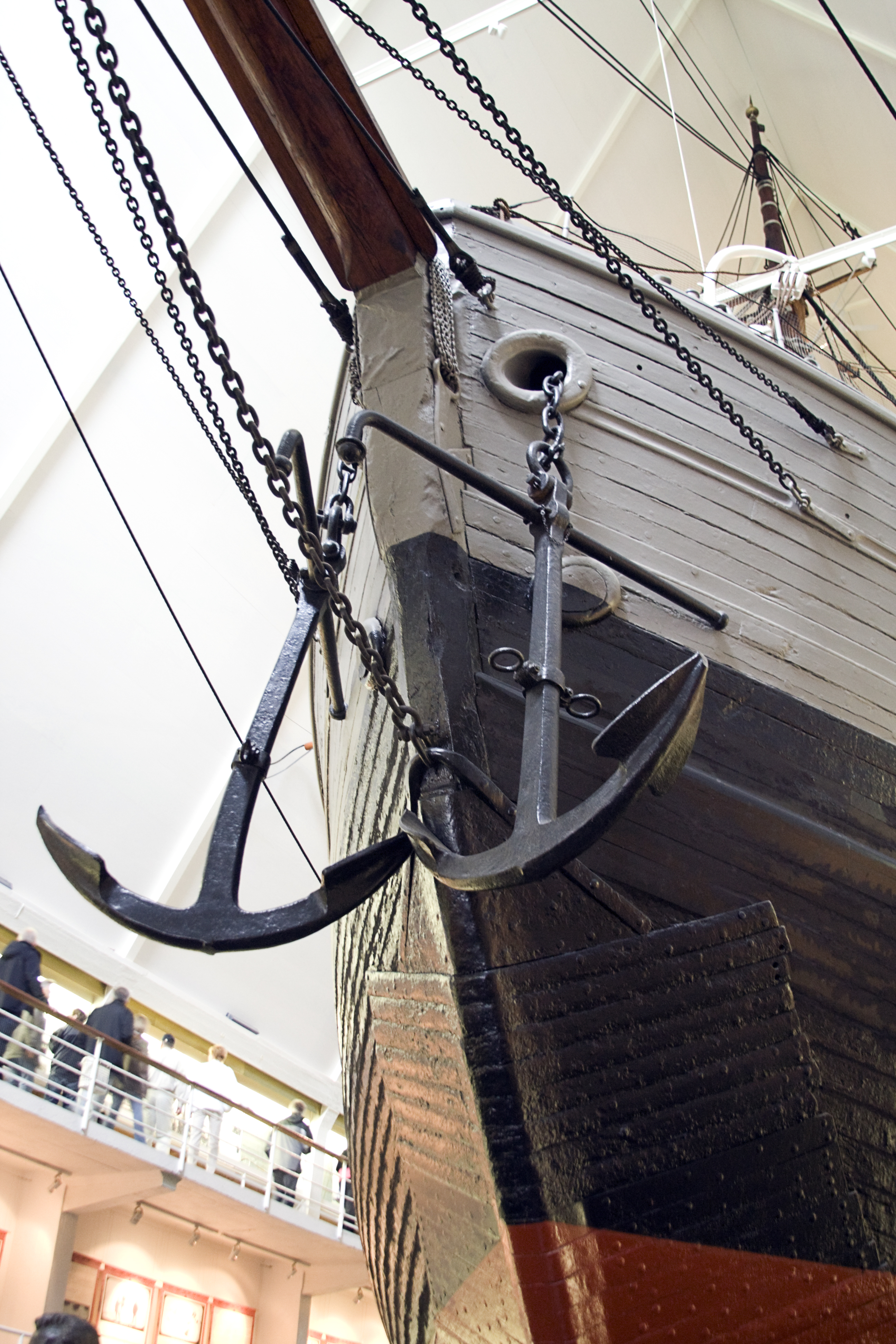
帆船船头至今仍可在博物馆见到。

前进号（挪威語：Fram）是挪威探险家弗里乔夫·南森、奥托·斯瓦德普、奥斯卡·威斯丁和罗尔德·亚孟森于1893年和1912年间两极地区探险使用的帆船。该船由苏格兰裔挪威船员科林·阿切尔为南森1893年北极探险定造，原计划被冰块封冻，随冰漂浮于北极。据称，该船是最早航行至更北方（北纬85°57'）和更南方（南纬78°41'）的木船。现存于挪威奥斯陆前进号博物馆。